# Тихеев, Иван Иванович
Иван Иванович Тихеев (1837—1902) — чиновник министерства государственных имуществ, тайный советник.

## Биография
Происходил из мещанского сословия; родился 18 (30) января 1837 года в Москве в многодетной семье мелкого торговца. Отец, Иван Денисович Тихеев, упоминается как преподаватель бухгалтерии в Московском мещанском училище (1846) и Московской Практической академии коммерческих наук (1847—1851). Семья жила на Вшивой горке. Родители не были богаты, но задались целью дать сыну, отличавшемуся особыми способностями, достойное образование. 
Начал трудовую деятельность 26 сентября 1857 года межевым инженером в Ковно. Читал лекции офицерам Межевого корпуса, командируемым для размежевания земли в Черниговской и Полтавской губерниях «О таксировании поземельной собственности», изданные в 1862 году (Москва : Унив. тип., 1862. — [4], 161 с.). Получил в Ковенской губернии 401 десятину земли и медаль «В память усмирения польского мятежа».
Затем продолжил службу чиновником в Тифлисе. В апреле 1880 года получил чин действительного статского советника, а 13 апреля 1886 года был произведён в тайные советники; состоял членом Кавказского статистического комитета.
Был переведён в Санкт-Петербург и с 16 апреля 1890 по 25 ноября 1891 года занимал должность директора департамента земледелия;, в 1892—1894 годах — директор Департамента общих дел министерства государственных имуществ, а с 28 марта 1894 года — директор департамента государственных земельных имуществ. В 1895 году как председатель Особой комиссии для изучения и общего направления работ по образованию переселенческих участков побывал в Сибири. Составил «Записку об исследовании таежных пространств в Сибири» (СПб. : тип. В. Киршбаума, 1897. — [2], 40 с.).
Умер 15 (28) ноября 1902 года. Похоронен на Никольском кладбище Александро-Невской лавры.
Был награждён орденами: Св. Анны 2-й (1869) и 1-й ст. (1889), Св. Станислава 1-й ст. (1883), Св. Владимира 2-й ст. (1892), Белого орла (1896).

## Семья
Был женат на Авдотье (Евдокии) Николаевне Баталиной (1841—1919) — воспитаннице Смольного института благородных девиц, где была одной из любимых учениц К. Д. Ушинского. У них родились пятеро детей, два сына и три дочери. Все дочери — Елизавета (1867—1943), Лидия (1868—1938) и София — стали педагогами. Сыновья, Иван (1865—1924) и инженер путей сообщения Денис (1872—1930).
В 1909—1913 годах Евдокия Николаевна с дочерьми Елизаветой и Софией жили в доме № 36 на Суворовском проспекте, а в 1915—1917 годах — в доходном доме П. М. Станового, № 48 на 8-й Рождественской улице.